# FC Satmos
El Satmos es un equipo de fútbol de Botsuana que milita en la Liga botswanesa de fútbol, la liga de fútbol más importante del país.
El club también ha participado en otros torneos nacionales organizados por la Asociación de Fútbol de Botsuana, como la Copa Desafío de Botsuana, donde logró el subcampeonato en 1999.
Fue fundado en el año 1996 en la ciudad de Selebi-Phikwe.

## Historia
FC Satmos es un club formado en 1996 por Samuel Thotogelo Molati Sono (SATMOS), de allí proviene su nombre. Sin embargo, en sus inicios como institución deportiva, el club se llamó Copper Chiefs. Desde su fundación, el club es conocido popularmente como The Cheetahs.
Desde sus inicios, el equipo siempre ha disputado los partidos en el estadio Phikwe, el cual tiene una capacidad para 9000 espectadores.

## Estadio
Su estadio es Phikwe Stadium.

## Jugadores destacados
Algunos futbolistas que formaron parte de la institución, destacan en otros clubes y en el seleccionado mayor:
- Mogogi Gabonamong,[13] miembro de la Selección de fútbol de Botsuana, representa a la selección en la Copa Africana de Naciones.[14]
- Kagiso Tshelametsi, exmiembro de la Selección de fútbol de Botsuana. Formó parte de la plantilla durante seis años.[15]

## Palmarés

### Torneos nacionales
- Subcampeón de la Copa Desafió de Botsuana (1): 1991.[8]